# Neal Hefti
Neal Hefti (Hastings, 29 ottobre 1922 – Toluca Lake, 11 ottobre 2008) è stato un trombettista, compositore e arrangiatore statunitense di musica jazz. È noto per la prestigiosa carriera svolta come compositore e arrangiatore e per aver composto numerose colonne sonore di successo per il cinema e la televisione.

## Biografia
Dopo alcune esibizioni in orchestre a Cuba, Hefti militò nelle orchestre di Charlie Barnet, Earl Hines ed Harry James, in seguito venne ingaggiato dal bandleader Woody Herman per il quale compose: The Good Earth e Wildroot, nel 1944, che ottennero un buon successo. 
Successivamente iniziò la sua collaborazione (per più di trent'anni) con Count Basie (Lil Darlin, Girl Talk, Dinner With Friends, Lolly Pop, Why Not, Two For The Blues, Two Franks, Softly e decine di altri brani sono tutte sue composizioni create per Basie).
Hefti formò anche una sua orchestra, registrando alcuni dischi con "The Band with Young Ideas"; contribuì alla realizzazione di alcuni fra i più noti album di Frank Sinatra, come Sinatra and Swingin' Brass, che lui stesso produsse.
In seguito si stabilì in California, dove lavorò come compositore di colonne sonore per il cinema e per serie televisive (Batman).
Hefti ha ricevuto nove candidature al Grammy Award e ha vinto il premio tre volte: due volte come compositore per Count Basie e una volta come compositore per la serie TV Batman.

## Discografia (parziale)

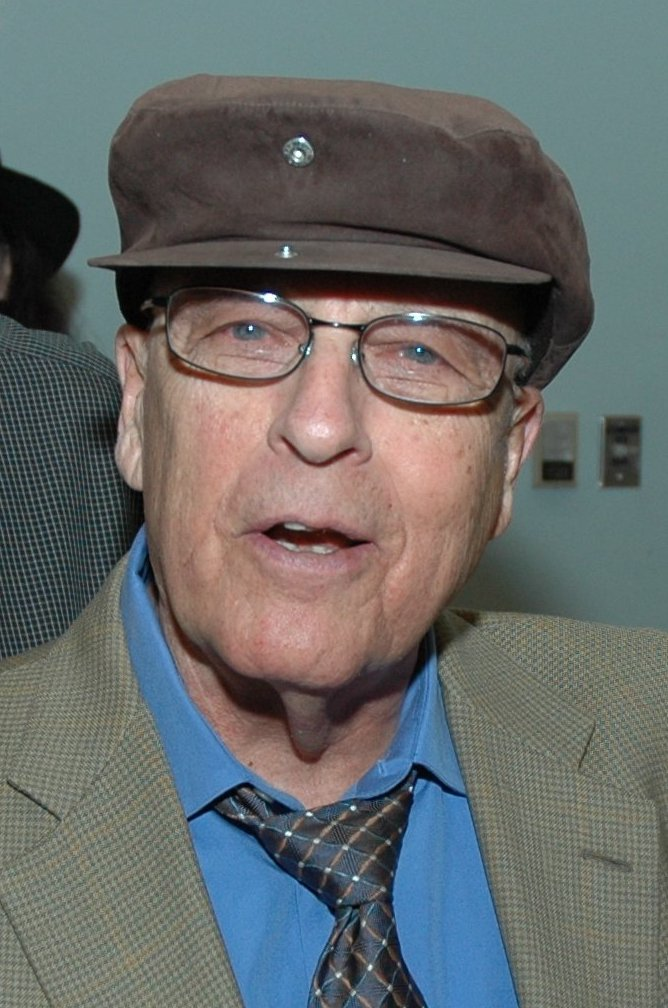
Neal Hefti

### Album
- Sinatra and Swinging Brass - Reprise ·R-1005 (1962)
- Swingin' On Coral Reef - Coral CRL-56083 (1953)
- The Band With Young Ideas
- Concert Miniatures - VIK LX-1092 (1957)
- Hefti, Hot and Hearty
- Hefti in Gotham City - RCA Victor LSP-3621 (stereo) LPM-3621 (mono) (1966)
- Mr and Mrs Music
- Neal Hefti's Singing Instrumentals - Epic LG 1013 (1955)
- Hollywood Songbook
- Jazz Pops - Reprise Records 6039 (1962)
- Light and Right - Columbia CL-1516 (mono) CS-8316 (stereo) (1960)
- Li'l Darlin - 20th Century Fox Records TFS 41399 (1966)
- Music USA
- Pardon my Doo-Wah
- Presenting Neal Hefti and His Orchestra
- A Salute to the Instruments
- Definitely Hefti! - United Artists Records UAS 6573

Compositore e arrangiatore con Count Basie
- The Count! (Clef, 1952 [1955])
- Dance Session (Clef, 1953)
- Dance Session Album#2 (Clef, 1954)
- Basie (album)|Basie (Clef, 1954)
- April in Paris (album)|April in Paris (Verve, 1956)
- The Atomic Mr. Basie (Roulette, 1957) aka Basie and E=MC2
- Basie Plays Hefti (Roulette, 1958)
- On My Way & Shoutin' Again! (Verve, 1962)

Compositore e/o arrangiatore con Harry James
- The New James (Capitol Records – ST 1037, 1958)
- Harry's Choice (Capitol Records – ST 1093, 1958)

### Colonne sonore (parziale)
- 1964 - Donne, v'insegno come si seduce un uomo
- 1965 - Boeing Boeing
- 1965 - Come uccidere vostra moglie
- 1965 - Jean Harlow, la donna che non sapeva amare
- 1966 - Lord Love a Duck
- 1966 - Duello a El Diablo
- 1967 - A piedi nudi nel parco (film)
- 1968 - La strana coppia (film)
- 1971 - È ricca, la sposo e l'ammazzo
- 1972 - Amiamoci così, belle signore
- 1976 - Won Ton Ton, il cane che salvò Hollywood